# پرکینستن (میسیسیپی)
پرکینستن (به انگلیسی: Perkinston) یک منطقهٔ مسکونی در ایالات متحده آمریکا است که در شهرستان استون، میسیسیپی واقع شده‌است. پرکینستن ۴۱٫۱۵ متر بالاتر از سطح دریا واقع شده‌است.